# Gordon B. Hinckley
Gordon Bitner Hinckley (ur. 23 czerwca 1910 w Salt Lake City, zm. 27 stycznia 2008 tamże) – amerykański duchowny Kościoła Jezusa Chrystusa Świętych w Dniach Ostatnich (mormonów). Piętnasty prezydent i prorok tego Kościoła od marca 1995.

## Biografia
W 1928 ukończył szkołę średnią w Salt Lake City, następnie studiował filologię angielską i dziennikarstwo na University of Utah. W latach 1933–1935 pracował jako misjonarz w Londynie. Po powrocie do Salt Lake City pracował w instytucjach kościelnych, m.in. rozgłośni radiowej i szkolnictwie. W 1961 został powołany w skład Rady Dwunastu Apostołów, będąc wówczas najmłodszym jej członkiem.
Pełnił także szereg innych funkcji w Kościele Jezusa Chrystusa Świętych w Dniach Ostatnich. W lipcu 1981 został powołany na nadzwyczajnego doradcę w Radzie Prezydenta Kościoła; skład rady uzupełniono ze względu na podeszły wiek i zły stan zdrowia zarówno ówczesnego prezydenta, Spencera Kimballa, jak i dwóch doradców, N. Eldona Tannera i Mariona Romneya. Po śmierci Tannera w 1982 Romney przeszedł na stanowisko pierwszego doradcy, a Hinckley pełnoprawnego drugiego doradcy. Z powodu wspomnianych problemów zdrowotnych Kimballa i Romneya, Hinckley występował w tym okresie często jako pełniący obowiązki prezydenta Kościoła.
Po śmierci Kimballa w listopadzie 1985 stanowisko prezydenta Kościoła objął Ezra Taft Benson, który powołał Hinckleya na stanowisko pierwszego doradcy w Radzie Prezydenta Kościoła. Pod koniec życia Bensona Hinckley ponownie wykonywał obowiązki prezydenta; zachował stanowisko pierwszego doradcy po wyborze nowego prezydenta Howarda Huntera w 1994. Jako najstarszemu po prezydencie Kościoła członkowi Rady Dwunastu Apostołów Hinckleyowi przysługiwał jednocześnie tytuł przewodniczącego tego grona, ale ze względu na jego pracę w Radzie Prezydenta Kościoła obowiązki przewodniczącego Rady Dwunastu Apostołów pełnił Boyd Packer.
W marcu 1995 Gordon Hinckley objął funkcję prezydenta Kościoła Jezusa Chrystusa Świętych w Dniach Ostatnich. Znany jest m.in. z działań na rzecz budowy nowych świątyń – w okresie pełnienia przez niego funkcji głowy Kościoła liczba świątyń mormońskich na świecie wzrosła z 27 do 122. Prowadził również działania edukacyjne. W czerwcu 2004 został odznaczony przez George'a W. Busha Prezydenckim Medalem Wolności. Otrzymał szereg doktoratów honoris causa, m.in. Utah State University, Brigham Young University, Southern Utah University.
W czerwcu 2007 ukończył 97 lat; był najstarszym prezydentem w historii Kościoła Jezusa Chrystusa Świętych Dni Ostatnich. Ogłosił wiele publikacji religijnych, m.in.:
- Stand a Little Taller: Counsel and Inspiration for Each Day of the Year (2001)
- Standing for Something: 10 Neglected Virtues That Will Heal Our Hearts and Homes (2000)
- Be Thou an Example (2000)
- Standing for Something (Wheeler Compass) (2000)
- Teachings for Gordon B. Hinckley (1997)

Od kwietnia 1937 był żonaty z Marjorie Pay (ur. 23 listopada 1911, zm. 6 kwietnia 2004), miał pięcioro dzieci.